# Vladimir Majakovskij

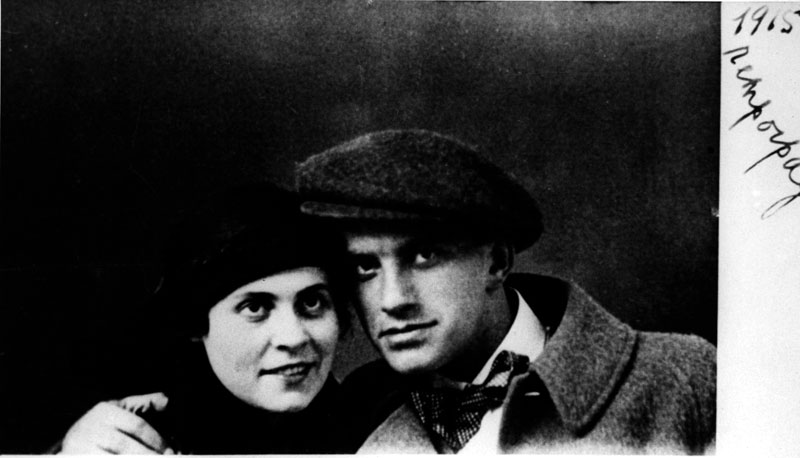
Vladimir Majakovskij och Lili Brik.

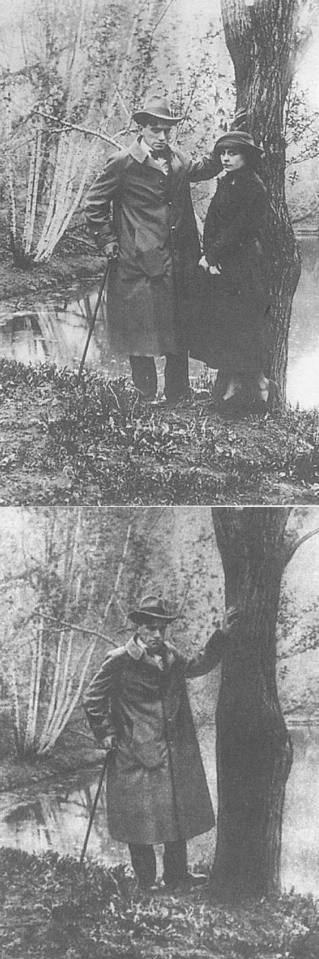
Fotot av Vladimir Majakovskij och Lili Brik från 1918 blev av politiska hänsyn retuscherat i officiella sovjetryska publikationer på 1960-talet.

Vladimir Vladimirovitj Majakovskij (ryska: Влади́мир Влади́мирович Маяко́вский), född 19 juli 1893 (7 juli enligt gamla stilen) i Baghdati, [eventuellt 1894, han vet ej själv], död 14 april 1930 i Moskva (självmord), var en rysk författare, poet och bildkonstnär. Han var en av de främsta representanterna för den poetiska futurismen under det tidiga 1900-talet.

## Uppväxt
Vladimir Majakovskij föddes som familjens tredje barn i Baghdati i Georgien, där hans far arbetade som skogvaktare (jägmästare). Båda föräldrarna var ättlingar till ryska kosacker. Fadern dog när han var 12 år gammal. Vid 14 års ålder deltog Majakovskij i socialistiska demonstrationer i staden Kutaisi, där han gick på högstadiet. Efter hans fars plötsliga, förtida död 1906 flyttade familjen – Majakovskij, hans mor och hans två systrar – till Moskva, där han gick i skolan ”Nr. 5”. I Moskva utvecklade Majakovskij en passion för marxistisk litteratur, och deltog i åtskilliga aktiviteter med Ryska socialdemokratiska arbetarpartiet; han blev i ungdomen med i bolsjevikfraktionen av det socialdemokratiska partiet men aldrig medlem i  bolsjevikikpartiet.  År 1908 blev han avstängd från språkskolan eftersom hans mor inte hade råd med skolavgiften.
Mellan 1908 och 1909 blev Majakovskij vid tre tillfällen fängslad för subversiva politiska aktiviteter, men eftersom han var minderårig blev han inte deporterad. Under 11 månader satt han isolerad i Butyrkafängelset och började att skriva poesi igen, men hans poem blev konfiskerade. Efter frigivningen gick han ur partiet men fortsatte att vara socialist, och 1911 började han på Moskvas konstskola, där han lärde känna medlemmar i Rysslands kulturella futuristiska rörelse. Han blev en framträdande talesman för Gilijagruppen (Гилея), och en nära vän med David Burljuk, som han betraktade som sin mentor.

## Litterärt liv
Majakovskijs första dikter Natt (Ночь) och Morgon (Утро) publicerades i futuristpublikationen En örfil åt den offentliga smaken (Пощёчина общественному вкусу) år 1912. År 1914 blev Majakovskij och Burljuk relegerade från Moskvas konstskola på grund av sina politiska aktiviteter.
Majakovskij fortsatte i futuristspåret fram till 1914. Då tog hans konstnärliga utveckling allt mer berättelsebaserade riktningar; det är detta arbete, som publicerades under perioden omedelbart före ryska revolutionen, som kom att etablera hans anseende som poet i Ryssland och utomlands.
Ett moln i byxor (1915) var Majakovskijs första större dikt av betydande längd. Det beskrev, ur en avvisad älskares synvinkel, de känsliga ämnena kärlek, revolution, religion och konst. Verkets språk var gatornas språk och Majakovskij gick långt för att försöka dekonstruera den idealistiska och romantiserade uppfattningen om poesi och poeter. Peter Glas skriver i ett efterord till Ett moln i byxor att den är en upprorsdikt mot den förstelnade konsten, mot det orättvisa samhället. Den är ett uppror mot det stendöda livet. Men den är också en ”kärleksdikt, en besinningslös hyllning till den passionerade kärleken”.  Han dedikerade dikten till Lili Brik. 
Sommaren 1915 lärde Majakovskij känna Elsa Kagan. Hon var mycket intresserad av den nya futuristiska poesin och inviterade honom hem för att läsa dikten Ett moln i byxor. Vid detta tillfälle mötte Majakovskij hennes syster, Lili Brik, och blev djupt förälskad i henne.  Lilis  man Osip Brik, blev Majakovskijs förläggare som bekostade tryckningen med egna medel  - då inga andra förläggare ville trycka ’Molnet’. Majakovskij kom att leva tillsammans i ett okonventionellt, polyamoröst förhållande under 15 år fram till hans död vilket var okonventionellt eftersom Lili och Osip inte skiljdes utan fortsatte leva tillsammans också sedan Lilis kärleksförhållande med Majakovskij tagit slut. Förhållandet till Lili, såväl som hans intryck av krig och revolution, påverkade starkt hans arbete under dessa år. Dikten Krig och fred (Война и мир, 1916) behandlade första världskrigets fasor och Människa (Человек, 1917) är en dikt om kärlekens kval.
Lili Brik skriver i sina minnen: ”Från och med ’Molnet’ dedicerade Majakovskij på ett eller annat sätt alla sina dikter till mig. De stora sakerna - ’Molnet’, ’Ryggradsflöjten’, ’Människa’, ’Om det där’, ’Mysterium-Buffa’, ’Jag älskar’. Hon var hans musa.
Majakovskij nekades frivilligtjänst i början av första världskriget och arbetade åren 1915–1917 vid Petrograds militära bilskola som tecknare. Vid ryska revolutionens utbrott befann sig Majakovskij i Smolny i Petrograd. Där bevittnade han oktoberrevolutionen. Han började recitera dikter som Vänster marsch! För matroserna, 1918 (Левый марш (Матросам), 1918) vid flottans teatrar, med sjömän som publik.

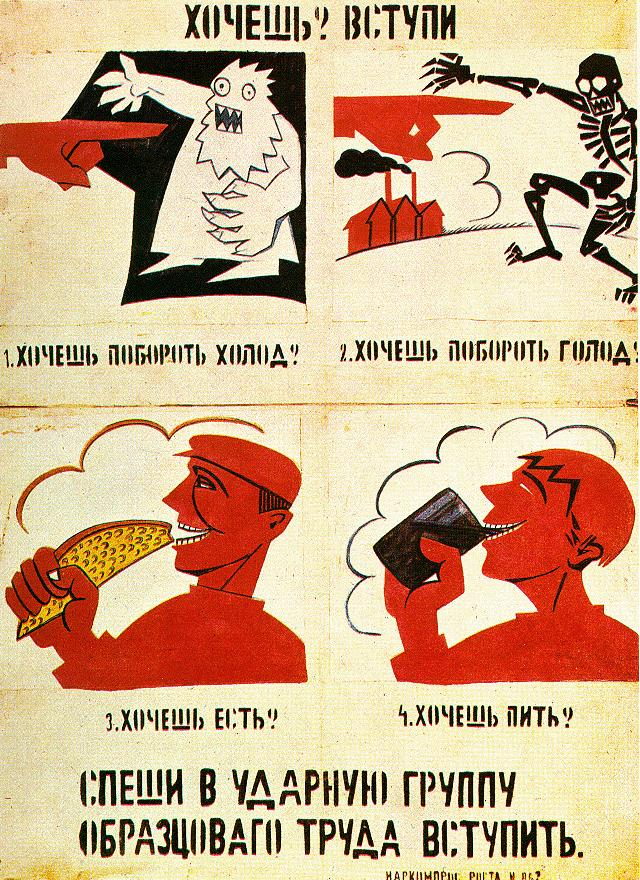
Agitprop-affisch av Majakovskij.

Efter att ha flyttat tillbaka till Moskva arbetade Majakovskij för Ryska statens telegrafbyrå (ROSTA) och skapade – i både grafik och text – satiriska Agitprop-affischer. Denna agitationskonst kom också att revolutionera smaken. Lili Brik skriver att om det i teckningskonsten finns något som kallas revolutionär konst ”då är det konsten i våra fönster.” 
År 1919 publicerade han sin första poesisamling Samlade arbeten 1909–1919 (Все сочиненное Владимиром Маяковским). I det kulturella klimatet hos det unga Sovjetunionen växte hans popularitet snabbt. Från 1922 till 1928 var Majakovskij en betydande medlem av Left Art Front (Lef) vari bla Pasternak, Meyerhold och Eisenstein ingick. De  kom att definiera sina verk som ”kommunistisk futurism” (комфут).
Som en av få författare som tilläts att resa fritt, kom hans resor till Lettland, Storbritannien, Frankrike, Tyskland, USA, Mexiko och Kuba att influera verk som Min upptäckt av Amerika (Мое открытие Америки, 1925). Han reste också vida omkring i Sovjetunionen.
På en föreläsningsresa i USA träffade Majakovskij Elli Jones, som senare födde hans dotter. Detta fick Majakovskij reda på först 1929 när paret, eftersom relationen var hemlig, i hemlighet möttes i södra Frankrike. Under sent 1920-tal blev Majakovskij förälskad i Tatiana Jakovleva och till henne dedicerade han dikten Brev till Tatiana Jakovleva (Письмо Татьяне Яковлевой, 1928).
Majakovskijs betydelse kan inte begränsas till sovjetisk poesi. Emedan han genom åren ansågs som den sovjetiska poeten par excellence, förändrade han också uppfattningen om poesi i den vidare 1900-talskulturen. Hans politiska aktivism förstods sällan, och var ibland ogillad, av nära vänner, som Boris Pasternak. Mot slutet av 1920-talet blev Majakovskij mer desillusionerad; hans satiriska skådespel Vägglusen (клоп, 1929), som tog upp sovjetisk småborgerlighet och byråkrati, visar på denna utveckling. Förutom Vägglusen skrev han pjäserna Bastubadet (1930) och Mysterium-Buffa.  Majakovskij gjorde också tre filmer; den sista Fjättrad vid filmen (1918) skrev han direkt för Lili. Majakovskij och Lili spelade huvudrollerna- hon som ballerina, han som konstnär.  De andra var: Hur mår ni?, Inte till penningar född samt den oavslutade Komedi med självmord.
Sjukdom och såväl politiska som privata besvikelser var de huvudsakliga influenserna under hans sista månad. På kvällen den 14 april 1930 sköt Majakovskij sig själv, två dagar efter sitt avskedsbrev. Som Lili Brik skrev ”Han kunde inte dö utan en dikt”.
| ”                                                         | :”Som man säger” ”leken är slut” kärlekens båt har krossats mot vardagens rev. Jag är kvitt med livet” 'och det finns inget skäl” att föra bok över smärtor bekymmer och gräl. ”Lev lyckliga” Vladimir Majakovskij 12/4-30 | „ |
| – Vladimir Majakovskij, Lili Brik - Majakovskij Ur minnen | |   |

Majakovskij begravdes på Novodevitjekyrkogården i Moskva. Till hans ära ändrades 1930 namnet på hans födelsestad, från Bagdadi till Majakovskij. Efter Stalins död 1953 spreds rykten om att Majakovskij inte begick självmord, utan faktiskt mördades på order av Stalin. När KGB:s arkiv offentliggjordes under Glasnost, letade man efter bevis på detta, men ingenting kunde hittas.
Efter sin död blev Majakovskij i viss sovjetisk press anklagad för att vara en formalist och medlöpare, medan andra delar av pressen fortfarande hyllade honom som "den store revolutionspoeten". År 1935 skrev Stalin en kommentar till ett brev skickat till honom av Lili Brik:

”Kamrat Jezjov, tag hand om Briks brev. Majakovskij är fortfarande den bästa och mest begåvade poeten i vår sovjetepok. Att förbise hans kulturella arv är ett brott. Briks kritik är, enligt min mening, befogad...”
(Källa: Memoirs av Vasilij Katanjan (L.B.:s styvson) sida 112)

Detta "kanoniserade" Majakovskij, men som Boris Pasternak skrev: ”Majakovskij tvångsinfördes som potatisen under Katarina den stora” och tillade: ”Det blev hans andra död, och till den har han ingen skuld”. 

## Övrigt
Asteroiden 2931 Mayakovsky är uppkallad efter honom.

### Majakovskij på svenska
- Ett moln i byxor (översättning: Werner Aspenström, Göran Lundström, Ola Palmaer) (FIB:s lyrikklubb, 1958)
- Vad som är bra och vad som är dåligt (Čto takoe chorošo i čto takoe plocho) översättning: Ola Palmaer) (Moskva: Förlaget för litteratur på främmande språk, 1959)
- Bastubadet (Banya) (översättning av Ola Palmaer) (Kerberos, 1969)
- För full hals och andra dikter (i urval och översättning av Ulf Bergström och Gunnar Harding) (Wahlström & Widstrand, 1970)
- Fyren och Eldhästen: dikter för barn (Ėta knižečka moja pro morja i pro majak ; Konʹ-ogonʹ) (tolkning: Bengt Jangfeldt) (Gidlund, 1975)
- Ett moln i byxor: tetraptyk (Oblako v štanach) (i tolkning och med efterord av Gunnar Harding och Bengt Jangfeldt) (Bokomotiv, 1979)
- Om det där (Pro eto) (i tolkning och med efterord av Gunnar Harding och Bengt Jangfeldt) (Bokomotiv, 1980)
- Dikter i urval (översättning: Ola Palmaer) (Moskva: Progress ; Göteborg: Fram, 1981)
- "Kärleken är alltings hjärta": brevväxling 1915-1930 (Perepiska 1915-1930 : V. V. Majakovskij i L. Ju. Brik) (tillsammans med Lili Brik) (översättning: Lars Erik Blomqvist) (AWE/Geber, 1984)
- Jag!: dikter (i urval och tolkning av Gunnar Harding och Bengt Jangfeldt) (Wahlström & Widstrand, 1985)
- Vägglusen (Klop) (översättning: Sam J. Lundwall) (Lundwall Fakta & fantasi, 1986)
- Ett moln i byxor (Oblako v štanach) (översättning: Bengt Samuelson) (Bakhåll, 2002)

### Majakovskij på andra språk
- Johannes R. Becher var den förste att tolka Majakovskij till tyska. Detta var 1924, då Malik-Verlag i Berlin gav ut 150 Millionen. Denna volym brändes senare demonstrativt under de omfattande bokbålen runt om i Nazityskland 1933.

## I populärkulturen
Den socialistiska proggruppen Nynningen har tonsatt och tolkat många av Majakovskijs verk på skivan För full hals.